# Anticyclus iniquus
Anticyclus iniquus är en rundmaskart som först beskrevs av Christian Wieser 1956.  Anticyclus iniquus ingår i släktet Anticyclus och familjen Linhomoeidae. Inga underarter finns listade i Catalogue of Life.